# Propiconazole
Le propiconazole est un fongicide utilisé en agriculture.
Il a été mis au point en 1979 par Janssen Pharmaceutica.

## Règlementation
- Ce produit est toxique et soumis à diverses réglementations dont européennes et françaises.
- son taux de résidus  dans les aliments est en outre réglementé en Europe[3]